# 2016 AZ8
2016 AZ8 — малое небесное тело, открытое 3 января 2016 года космической обсерваторией WISE, США. Принадлежит группе аполлонов и группе околоземных астероидов.
4 января 2019 года, во время сближения астероида с Землёй на расстояние 4 460 000 километров (0,0298 а. е.), наблюдения на обсерватории Аресибо показали, что астероид является бинарным со спутником размером около 180 м. Соотношение размеров спутника 2016 AZ8 и его основного тела составляют не менее 0,3.